# Fatma Pesend Hanımefendi
Fatma Pesend Hanımefendi (13. ledna 1876 – 5. listopadu 1924), rodným jménem Fatma Kadriye Achba, byla jedenáctou manželkou osmanského sultána Abdulhamida II.

## Mládí a výchova
Fatma Kadriye Achba se narodila 13. ledna 1876 v Istanbulu. Její otec, princ Sami Bey Achba (Sami Pasha) pocházel z urozené abchazské rodiny a její matka, princezna Fatıma Hanım Mamleeva pocházela z vysoce postavené tatarské rodiny, která sídlila na území tzv. Zlaté Hordy. Fatmina prateta byla Verdicenan Kadınefendi, která byla manželkou sultána Abdulmecida I.
Ve velmi nízkém věku se u Fatmy začal projevovat malířský talent a od svých sedmi let malovala obrazy. Mimo jiné ráda jezdila na koni. Nicméně, pár měsíců před tím, než měla odjet studovat do Evropy, byla unesena a prodána do harému. Zde se však také mohla vzdělávat.

## Svatba se sultánem
Sultán Abdulhamid II. byl o 34 let starší než Fatma. Rodiče Fatmy se sňatkem nesouhlasili, ale sultán si ji prostě chtěl vzít. Vzali se 20. července 1896 v paláci Yildiz. Po roce se jí narodilo její jediné dítě, dcera Hatice Sultan, ta ale po osmi měsících zemřela. Po její smrti nechal sultán zřídit dětskou nemocnici.
V roce 1909 Fatma Pesend následovala svého manžela do exilu do Soluně, kde strávili jen rok a poté se zase vrátili do Istanbulu. Když v roce 1918 její manžel, sultán Abdulhamid zemřel, ostříhali si své dlouhé vlnité blond vlasy. Ostříhala se úplně do hola, vlasy namotala na korunu a hodila je do Bosporu.

## Po smrti sultána a její smrt
Během okupace v Istanbulu v letech 1920 až 1922 aktivně bojovala proti sultánské rodině. Byla jedna z těch, co posílali členy dynastie do exilu. Zemřela ve vile Vaniköy dne 5. listopadu 1924 a byla pochována na hřbitově Karacaahmet v Üsküdaru naproti své matce.